# Nikolas Motta
Nikolas Araujo Motta (Governador Valadares, Minas Gerais; 8 de febrero de 1993) es un artista marcial mixto brasileño que compite en la división de peso ligero de Ultimate Fighting Championship (UFC).

## Carrera de artes marciales mixtas

### Dana White's Contender Series
El 10 de noviembre de 2020, Motta participaría en la novena semana de la temporada 4 del Dana White's Contender Series enfrentándose a Joseph Lowry. Obtuvo la victoria por decisión unánime, y por ende, un contrato con UFC.

### Ultimate Fighting Championship
Originalmente, el debut promocional de Motta sería ante el veterano Jim Miller el 18 de septiembre de 2021 en UFC Fight Night 192, pero la pelea se canceló debido a que Miller dio positivo por COVID-19. Motta iba enfrentarse a Cameron VanCamp, pero esta pelea también fue pospuesta, aunque no se revelaron motivos.
Motta finalmente hizo su esperado debut en la promoción el 19 de febrero de 2022 en UFC Fight Night 201, precisamente ante Miller. Sin embargo, perdió la pelea por decisión unánime.
Se esperaba que Motta y VanCamp se enfrentarían el 10 de septiembre de 2022 en UFC 279, pero la pelea fue removida para la semana siguiente en UFC Fight Night 210. Motta ganó la pelea por nocaut técnico en el primer asalto.
Motta se enfrentó a Manuel Torres el 17 de junio de 2023 en UFC on ESPN 47. Perdió la pelea por nocaut en el primer asalto tras recibir un fuerte codazo.
Motta se enfrentó a Trey Odgen el 18 de noviembre de 2023 en UFC Fight Night 232. La pelea terminó en un no contest de manera controversial luego de que, durante el tercer asalto, Motta fuera cargado por Odgen antes de que éste estaba por hacer un triangle choke y pese a su resistencia a la llave, el árbitro decidió detener la pelea. Esta decisión generó críticas en redes sociales.
Motta se enfrentó a Tom Nolan el 13 de enero de 2024 en UFC Fight Night 234. Ganó la pelea por nocaut técnico en el primer asalto.
Motta se enfrentó a Maheshate Hayisaer el 23 de noviembre de 2024 en UFC Fight Night 248. Ganó la pelea por decisión unánime.

## Récord en artes marciales mixtas
| Récord profesional | Récord profesional | Récord profesional |
| 21 peleas          | 15 victorias       | 5 derrotas         |
| ------------------ | ------------------ | ------------------ |
| Nocaut             | 10                 | 4                  |
| Sumisión           | 0                  | 1                  |
| Decisión           | 5                  | 0                  |
| Sin resultado      | 1                  | 1                  |

| Resultado     | Récord | Oponente                     | Método                             | Evento                                 | Fecha                    | Ronda | Tiempo | Localización                 | Notas |
| ------------- | ------ | ---------------------------- | ---------------------------------- | -------------------------------------- | ------------------------ | ----- | ------ | ---------------------------- | ----- |
| Victoria      | 15–5–1 | Maheshate Hayisaer           | Decisión (unánime)                 | UFC Fight Night: Yan vs. Figueiredo    | 23 de noviembre de 2024  | 3     | 5:00   | Macao                        |       |
| Victoria      | 14–5–1 | Tom Nolan                    | TKO (golpes)                       | UFC Fight Night: Ankalaev vs. Walker 2 | 13 de enero de 2024      | 1     | 1:03   | Las Vegas, Nevada            |       |
| Sin resultado | 13–5–1 | Trey Ogden                   | NC (parada prematura)              | UFC Fight Night: Allen vs. Craig       | 18 de noviembre de 2023  | 3     | 3:11   | Las Vegas, Nevada            |       |
| Derrota       | 13–5   | Manuel Torres                | KO (codazo)                        | UFC on ESPN: Vettori vs. Cannonier     | 17 de junio de 2023      | 1     | 1:50   | Las Vegas, Nevada            |       |
| Victoria      | 13–4   | Cameron VanCamp              | TKO (golpes)                       | UFC Fight Night: Sandhagen vs. Song    | 17 de septiembre de 2022 | 1     | 3:49   | Las Vegas, Nevada            |       |
| Derrota       | 12–4   | Jim Miller                   | TKO (golpes)                       | UFC Fight Night: Walker vs. Hill       | 19 de febrero de 2022    | 2     | 1:58   | Las Vegas, Nevada            |       |
| Victoria      | 12–3   | Joseph Lowry                 | Decisión (unánime)                 | Dana White's Contender Series          | 10 de noviembre de 2020  | 3     | 5:00   | Las Vegas, Nevada            |       |
| Victoria      | 11–3   | Juan González                | Decisión (unánime)                 | CFFC 79                                | 16 de noviembre de 2019  | 4     | 5:00   | Atlantic City, Nueva Jersey  |       |
| Victoria      | 10–3   | Cesar Balmaceda              | KO (golpe)                         | CFFC 77                                | 16 de agosto de 2019     | 1     | 0:54   | Atlantic City, Nueva Jersey  |       |
| Derrota       | 9–3    | Robert Hale                  | KO                                 | 864 Fighting Championship: Fight 9     | 30 de noviembre de 2018  | 1     | 2:46   | Duluth, Georgia              |       |
| Victoria      | 9–2    | Joe Solecki                  | KO (golpe)                         | 864 Fighting Championship: Fight 5     | 21 de julio de 2018      | 3     | 1:08   | Greenville, Carolina del Sur |       |
| Victoria      | 8–2    | Paulo Machado                | TKO (golpes)                       | Shooto Brazil 68                       | 18 de diciembre de 2016  | 2     | 2:35   | Brasilia                     |       |
| Derrota       | 7–2    | Antonio Ribeiro              | TKO (golpes)                       | Shooto Brazil 63                       | 22 de mayo de 2016       | 1     | 1:08   | Río de Janeiro               |       |
| Victoria      | 7–1    | Eliel dos Santos             | Decisión (unánime)                 | Fight for BOPE 5                       | 18 de octubre de 2015    | 3     | 5:00   | Río de Janeiro               |       |
| Victoria      | 6–1    | Jaciel de Souza Lima         | TKO (golpes)                       | Shooto Brazil 50                       | 3 de octubre de 2014     | 1     | 3:43   | Río de Janeiro               |       |
| Victoria      | 5–1    | Arlisson Tavares de Mendonca | KO                                 | Bitetti Combat 20                      | 7 de junio de 2014       | 1     | 4:02   | Río de Janeiro               |       |
| Victoria      | 4–1    | Rafael Santana Mota          | TKO (patadas a la cabeza y golpes) | Shooto Brazil 45                       | 20 de diciembre de 2013  | 1     | 1:28   | Río de Janeiro               |       |
| Victoria      | 3–1    | Peterson Maffort             | Decisión (unánime)                 | Shooto Brazil 42                       | 25 de abril de 2013      | 3     | 5:00   | Río de Janeiro               |       |
| Derrota       | 2–1    | Claudio Marcelino            | Sumisión (guillotine choke)        | Shooto Brazil 38                       | 19 de abril de 2013      | 2     | 1:53   | Río de Janeiro               |       |
| Victoria      | 2–0    | Francisco Moicano            | KO (golpe)                         | Shooto Brazil 35                       | 20 de octubre de 2012    | 1     | 2:48   | Río de Janeiro               |       |
| Victoria      | 1–0    | Caiubi Ajala da Silva        | TKO (golpes)                       | WOCS 19                                | 18 de mayo de 2012       | 1     | 1:25   | Río de Janeiro               |       |